# 焦磷酸钚(IV)
焦磷酸钚(IV)是一种无机化合物，化学式为PuP2O7。

## 制备
焦磷酸钚(IV)可由115.3 g/L的硝酸钚(IV)和0.74 mol/L的磷酸溶液在80 °C反应得到。二氧化钚和磷酸二氢铵的固相反应会产生不可忽略的磷酸钚(III)（PuPO4）杂质。有文献对PuPO4和PuP2O7的分离作出了研究。

## 化学性质
焦磷酸钚(IV)在高温（1060 °C）下发生分解：
4 PuP2O7 → 4 PuPO4 + 2 P2O5 + O2
它在高温下也能被氢气还原：
2 PuP2O7 + H2 → 2 PuPO4 + P2O5 + H2O